# Farmakologija
Farmakologija (iz grških besed φάρμακον - zdravilo in λόγος - veda) je veda, ki proučuje medsebojno delovanje zdravila in organizma. Farmakologijo lahko na grobo razdelimo na dve področji:
1. Farmakokinetika - gre za proučevanje vpliva organizma na zdravilo oziroma zajema procese sproščanja, absorpcije, porazdeljevanja, presnove in izločanja zdravila (glej LADME).
2. Farmakodinamika - opisuje in proučuje mehanizme delovanja določenega zdravila (učinkovine) v organizmu ter učinke, ki jih dosega.

## Področja
- Splošna farmakologija se ukvarja s splošnimi zakonitostmi medsebojnega delovanja zdravila in organizma.
- Eksperimentalna farmakologija poskuša na osnovi eksperimentalnih podatkov poiskati ustrezen model, ki bi omogočal simuliranje farmakoloških lastnosti zdravila.
- Klinična farmakologija se osredotoča na delovanje konkretnega zdravila pri bolniku (na primer s pomočjo kliničnih študij).
- Toksikologija obravnava škodljive učinke zdravil in strupov na organizem ter mehanizme zastrupitve.